# Comeback
 For alternative betydninger, se Comeback (flertydig). (Se også artikler, som begynder med Comeback)
Et comeback er en persons tilbagevenden til en tidligere anset position efter en kortere eller længere pause. Udtrykket bruges eksempelvis indenfor sport, forretningslivet, kunst, mode og politik.
Blandt musikere anvendes udtrykket "comebackalbum" om udøvende musikeres tilbagevenden til musikmiljøet efter en pause. Dette udtryk kendes på dansk tilbage til 1985.
Den amerikanske præsident Bill Clinton fik tilnavnet The Comeback Kid efter flere gange i hans karriere, hvor han overraskende endte sejrrigt efter først at have været bagud, ikke mindst ved primærvalgene i det demokratiske parti inden præsidentvalget i USA 1992.

## Etymologi
Ordet stammer fra engelsk comeback, der betyder "det at komme tilbage".